# Chlorocypha curta
Chlorocypha curta – gatunek ważki z rodziny Chlorocyphidae.